# Judith Hermann
Judith Hermann (Berlín-1970) es una escritora alemana.

## Biografía
Creció en el barrio berlinés occidental de Neukölln, hasta que a mediados de los 1990 se instaló en Prenzlauer Berg, donde vive actualmente con su hijo.
Estudió filología germánica con la intención de dedicarse al periodismo y pasó un tiempo en Nueva York para el periódico Aufbau.
Entre sus premios conseguidos como literata, destaca el Premio Kleist en 2001. 

## Obra
- 2001, Summerhouse, later (HarperCollins) ISBN 0-06-000686-2
- 1998, Sommerhaus, später (S. Fischer) ISBN 3-596-14770-0
- 2005, Nothing but ghosts (Fourth Estate) ISBN 0-00-717455-1
- 2003,  Nichts als Gespenster (S. Fischer) ISBN 3-596-15798-6
- 2009,  Alice (S. Fischer) ISBN 978-3-10-033182-3

- Datos: Q60984
- Multimedia: Judith Hermann / Q60984